# Obispo de Londres
El obispo de Londres es el ordinario de la Iglesia de Inglaterra con jurisdicción en la diócesis de Londres, provincia de Canterbury.
La diócesis tiene una superficie de 458 km² y agrupa diecisiete municipios (boroughs) del Gran Londres al norte del río Támesis —lo que históricamente fue el condado de Middlesex— y una pequeña parte del condado de Surrey. La sede episcopal es la catedral de San Pablo, fundada en 604 y reconstruida a partir de 1675 tras su destrucción en el Gran Incendio de Londres.
Tercero en la jerarquía de la Iglesia de Inglaterra tras los arzobispos de Canterbury y de York, el obispo de Londres es uno de los cinco dignatarios eclesiásticos, junto a los anteriores y los obispos de Durham y Winchester, que pertenecen ex officio a la Cámara de los Lores.
Su residencia es The Old Deanery, en Dean's Court. Con anterioridad y durante más de mil años, fue el Palacio de Fulham. A partir del siglo XVIII tuvo también su alojamiento en la London House, próxima a la Capilla del Obispo en la calle Aldersgate.
El obispo de Londres fue responsable de los asuntos eclesiásticos de la Norteamérica británica. Tras la revolución estadounidense, dicha responsabilidad se limitó a las Indias occidentales británicas.

## Historia
Puesto que la diócesis de Londres incluye en su área a los palacios reales y a la sede del gobierno en Westminster, su ordinario ha sido conocido, históricamente, como el «obispo del Rey» y ha ejercido una influencia considerable en los miembros de la familia real y en los líderes políticos del momento. Desde 1748 existe la costumbre de nombrar al obispo de Londres deán de la Capilla real. Este hecho, curiosamente, coloca bajo la jurisdicción del obispo, en tanto que «deán», a varias iglesias o capillas que, si bien geográficamente pertenecen a la diócesis de Londres, están fuera de su jurisdicción en tanto que Royal Peculiars (lugares de culto directamente dependientes del monarca británico). La Torre de Londres o el Palacio de St. James son dos casos que ejemplifican esta circunstancia.
La antigüedad de este cargo se retrotrae a la provincia romana de Britania, según hizo constar Jocelyne de Furness en su obra Bishops. A pesar de las objeciones de Stowe, se ha demostrado que el primero de los dos Restitutus que menciona en su libro estaba vivo en 314, año en el que se le ordenó asistir al Concilio de Arlés. El obispado sajón establecido en 604 por Mellitus es el antecedente inmediato de la diócesis actual. Ese mismo año, además, se fundaron la Catedral de San Pablo de Londres y la diócesis de Rochester.

## Lista de obispos
| Durante el Imperio romano. Lista tradicional. | Durante el Imperio romano. Lista tradicional. | Durante el Imperio romano. Lista tradicional.                                          | Durante el Imperio romano. Lista tradicional. |
| Desde                                         | Hasta                                         | Titular                                                                                | Notas |
| --------------------------------------------- | --------------------------------------------- | -------------------------------------------------------------------------------------- | --- |
| desconocido                                   | desconocido                                   | Theanus                                                                                | |
| desconocido                                   | desconocido                                   | Eluanus                                                                                | |
| desconocido                                   | desconocido                                   | Cadar                                                                                  | |
| desconocido                                   | desconocido                                   | Obinus                                                                                 | |
| desconocido                                   | desconocido                                   | Conanus                                                                                | |
| desconocido                                   | desconocido                                   | Palladius                                                                              | |
| desconocido                                   | desconocido                                   | Stephanus                                                                              | |
| desconocido                                   | desconocido                                   | Iltutus                                                                                | |
| desconocido                                   | desconocido                                   | Theodwinus                                                                             | |
| desconocido                                   | desconocido                                   | Theodredus                                                                             | |
| desconocido                                   | desconocido                                   | Hilarius                                                                               | |
| fl. 314                                       | fl. 314                                       | Restitutus                                                                             | Uno de los tres obispos britanorromanos que asistieron al Concilio de Arlés en 314. Los otros dos fueron los de Lincoln y York. |
| desconocido                                   | desconocido                                   | Guitelinus                                                                             | |
| desconocido                                   | desconocido                                   | Fastidius                                                                              | |
| desconocido                                   | desconocido                                   | Wodinus                                                                                | También escrito Vodinus. |
| desconocido                                   | desconocido                                   | Theonus                                                                                | Tras la salida del último obispo britanorromano pasaron 150 años hasta la llegada del primero de la época postagustiniana. |
| Época postagustiniana. Lista histórica        |                                               |                                                                                        | |
| Desde                                         | Hasta                                         | Titular                                                                                | Notas |
| 604                                           | ca. 617                                       | Melito                                                                                 | Expulsado ca. 617. Trasladado a Canterbury en 619. |
| 619                                           | 653                                           | Sede vacante                                                                           | Sede vacante |
| ca. 653                                       | 664                                           | Cedd                                                                                   | Murió ca. 26 de octubre de 664. |
| 664                                           | 666                                           | Sede vacante                                                                           | Sede vacante |
| 666                                           | ca. 672                                       | Wine                                                                                   | También escrito Wini. Trasladado desde Winchester. Murió ca. 672. |
| ca. 672                                       | 675                                           | Sede vacante                                                                           | Sede vacante |
| ca. 675                                       | 693                                           | Earconwald                                                                             | Anteriormente abad de Chertsey. Murió siendo obispo. También escrito Erconwald, Erkenwald y Eorcenwald. |
| 693                                           | 705-716                                       | Waldhere                                                                               | Consagrado en 693 y muerto entre 705 y 716. También escrito Wealdheri. |
| 705-716                                       | 745                                           | Ingwald                                                                                | También escrito Ingweald. |
| 745                                           | 766-772                                       | Ecgwulf                                                                                | También escrito Eggwulf. |
| 766-772                                       | 772-781                                       | Wigheah                                                                                | También escrito Sighaeh. |
| 772-782                                       | 787-789                                       | Eadberht                                                                               | También escrito Eadbert y Eadbeorht. |
| 787-789                                       | 789-793                                       | Eadgar                                                                                 | También escrito Edgar |
| 789-793                                       | 793-796                                       | Coenwealh                                                                              | También escrito Cenwealh |
| 793-796                                       | 796-798                                       | Eadbald                                                                                | También escrito Eadbeald. |
| 796-798                                       | 801                                           | Heathoberht                                                                            | También escrito Heathubeorht. |
| 801-803                                       | 805-811                                       | Osmund                                                                                 | También escrito Oswynus. |
| 805-811                                       | 816-824                                       | Æthelnoth                                                                              | También escrito Æthilnoth. |
| 816-824                                       | 845-860                                       | Ceolberht                                                                              | También escrito Coelbeorht. |
| 845-860                                       | 867-896                                       | Deorwulf                                                                               | |
| 867-896                                       | 867-896                                       | Swithwulf                                                                              | |
| 867-896                                       | 897                                           | Heahstan                                                                               | También escrito Eadstanus |
| 897-900                                       | 909-926                                       | Wulfsige                                                                               | |
| 909-926                                       | 909-926                                       | Æthelweard                                                                             | |
| 909-926                                       | 909-926                                       | Leofstan                                                                               | También escrito como Ealhstan y Elstanus. |
| 909-926                                       | 951-953                                       | Theodred                                                                               | |
| 951-953                                       | 957-959                                       | Brihthelm                                                                              | También escrito como Beorhthelm. |
| 957-959                                       | 959                                           | Dunstán                                                                                | Trasladado desde Worcester. Trasladado a Canterbury. Canonizado. |
| 959-964                                       | 995 o 996                                     | Ælfstan                                                                                | |
| 996                                           | 1002                                          | Wulfstan de York                                                                       | Trasladado a las sedes de York y Worcester en 1002. |
| 1002-1004                                     | 1015-1018                                     | Ælfhun                                                                                 | |
| 1014                                          | ca. 1035                                      | Ælfwig                                                                                 | Consagrado el 16 de febrero de 1014. Murió ca. 1035. |
| 1035                                          | 1044                                          | Ælfweard                                                                               | Murió el 25 o 27 de julio de 1044. |
| 1044                                          | 1051                                          | Robert de Jumièges                                                                     | Anteriormente, abad de Jumièges. Nombrado obispo en agosto de 1044. Trasladado a Canterbury en 1051. |
| Comienzos de 1051                             | sept. 1051                                    | (Spearhafoc)                                                                           | Anteriormente, abad de Abingdon. Nombrado a comienzos de 1051. No llegó a ser consagrado. Expulsado en septiembre de 1051. Huyó con oro, piedras preciosas y otras joyas de la diócesis. |
| Desde la conquista normanda                   |                                               |                                                                                        | |
| Desde                                         | Hasta                                         | Titular                                                                                | Notas |
| 1051                                          | 1075                                          | Guillermo el Normando                                                                  | Consagrado en 1051. Murió en 1075. |
| 1075                                          | 1085                                          | Hugh d'Orevalle                                                                        | Elegido después del 29 de agosto de 1075. Murió el 12 de enero de 1085. También escrito Hugh D'Orival, Hugh de Orwell y Hugh de Áurea Valle. |
| 1085                                          | 1107                                          | Maurice                                                                                | Anteriormente, archidiácono de Le Mans y Lord Canciller. Propuesto el 25 de diciembre de 1085 y consagrado en 1086, probablemente el 5 de abril. Murió el 26 de septiembre de 1107. |
| 1108                                          | 1127                                          | Richard de Beaumis (I)                                                                 | Elegido el 24 de mayo y consagrado el 26 de julio de 1108. Murió el 16 de enero de 1127. Su sobrino, Richard de Beaumis (II), fue obispo de Londres entre 1152 y 1162. |
| 1127                                          | 1134                                          | Gilbert Universalis                                                                    | Anteriormente, canónigo de la catedral de Lyon. Elegido ca. diciembre de 1127 y consagrado el 22 de enero de 1128. Murió el 9 de agosto de 1134. Conocido como Gilbert el Universal. |
| 1134                                          | 1136                                          | Sede vacante                                                                           | Sede vacante |
| 1136                                          | 1138                                          | (Anselmo de San Saba)                                                                  | Abad de Bury St. Edmunds (1121–1148). Elegido obispo ca. 22 de marzo de 1136 y entronizado en 1137. Su elección fue anulada por el papa Inocencio II en 1138. |
| 1138                                          | 1141                                          | Sede vacante                                                                           | Sede vacante |
| 1141                                          | 1150                                          | Robert de Sigello                                                                      | Anteriormente, monje de la abadía de Reading. Propuesto por la emperatriz Matilde en julio de 1141 y consagrado antes de abril de 1142 (probablemente, en julio de 1141). Murió el 28 o 29 de septiembre de 1150. |
| 1150                                          | 1152                                          | Sede vacante                                                                           | Sede vacante |
| 1152                                          | 1162                                          | Richard de Beaumis (II)                                                                | Anteriormente archidiácono de Middlesex. Consagrado el 28 de septiembre de 1152. Murió el 4 de mayo de 1162. Su tío, Richard de Beaumis (I), fue obispo de Londres entre 1108 y 1127. |
| 1163                                          | 1187                                          | Gilbert Foliot                                                                         | Trasladado desde Hereford a Londres el 6 de marzo. Confirmado por Alejandro III el 19 de marzo y entronizado el 28 de abril de 1163. Murió el 18 de febrero de 1187. |
| 1187                                          | 1189                                          | Sede vacante                                                                           | Sede vacante |
| 1189                                          | 1198                                          | Richard FitzNeal                                                                       | Lord High Treasurer (ca.1158–1196) y deán de Lincoln (1183–1189). Nombrado obispo el 15 de septiembre y consagrado el 31 de diciembre de 1189. Murió el 10 de septiembre de 1198. También conocido como Richard FitzNigel. |
| 1198                                          | 1221                                          | William of Sainte-Mère-Eglise                                                          | Anteriormente prebendario de San Pablo de Londres. Elegido después del 7 de diciembre de 1198 y consagrado el 23 de mayo de 1199. Renunció el 25 o 26 de enero de 1221. Murió el 24 o 27 de marzo de 1224. También conocido como William de St Mariæ Ecclesiâ. |
| 1221                                          | 1228                                          | Eustace of Fauconberg                                                                  | Anteriormente prebendario de San Pablo de Londres. Elegido el 26 de febrero, recibió las temporalidades de su obispado el 23 de marzo, y fue consagrado el 25 de abril de 1221. También fue Lord High Treasurer desde 1217 hasta 1228). Murió entre el 24 y el 31 de octubre de 1228.                                                                                       |
| 1228                                          | 1241                                          | Roger Niger                                                                            | Anteriormente archidiácono de Colchester (1218–1229). Elegido en 1228, recibió las temporalidades el 27 de abril de 1229 y fue consagrado el 10 de junio de 1229. Murió el 29 de septiembre de 1241. Tras su muerte fue reverenciado como un santo, aunque no existe ninguna prueba de su canonización.                                                                     |
| 1241                                          | 1259                                          | Fulk Basset                                                                            | Anteriormente deán de York (1239–1241). Elegido ca. diciembre de 1241, recibió las temporalidades el 16 de marzo de 1244 y fue consagrado el 9 de octubre de 1244. Murió el 21 de mayo de 1259. |
| 1259                                          | 1262                                          | Henry Wingham                                                                          | Anteriormente prebendario de San Pablo de Londres, deán de San Martín el Grande, y Lord Canciller. Elegido antes del 29 de junio de 1259, recibió las temporalidades el 11 de julio de 1159 y fue consagrado el 15 de febrero de 1260. Murió el 13 de julio de 1262. También conocido como Henry of Wingham.                                                                |
| Aug. 1262                                     | Sept. 1262                                    | (Richard Talbot)                                                                       | Anteriormente deán de San Pablo de Londres. Elegido el 18 de agosto de 1262 y fallecido sin haber recibido la consagración el 28 de septiembre del mismo año. |
| 1262                                          | 1272                                          | Henry of Sandwich                                                                      | Anteriormente, prebendario de San Pablo de Londres. Elegido el 13 de noviembre de 1262, recibió las temporalidades el 15 de enero de 1263 y fue consagrado el 27 de mayo de 1263. Murió el 15 de septiembre de 1272. |
| 1273                                          | 1280                                          | John Chishull                                                                          | Anteriormente, Lord High Treasurer, Lord Canciller y deán de San Pablo de Londres. Elegido el 7 de diciembre de 1273, recibió las temporalidades el 15 de marzo de 1274 y fue consagrado el 29 de abril de 1274. Murió el 7 de febrero de 1280. |
| Feb. 1280                                     | Apr. 1280                                     | (Fulke Lovell)                                                                         | Archidiácono de Colchester (ca.1263–1285) y prebendario de San Pablo de Londres. Elegido obispo de Londres después del 18 de febrero pero nunca consagrado. Renunció antes del 8 de abril de 1280. |
| 1280                                          | 1303                                          | Richard Gravesend                                                                      | Anteriormente, prebendario de San Pablo de Londres. Elegido antes del 7 de mayo, recibió las temporalidades el 17 de mayo y fue consagrado el 11 de agosto de 1280. Murió el 9 de diciembre de 1303. |
| 1304                                          | 1313                                          | Ralph Baldock                                                                          | Anteriormente deán de San Pablo de Londres (1294–1306). Elegido el 24 de febrero, recibió las temporalidades el 1 de junio de 1304 y fue consagrado el 30 de enero de 1306. Murió el 24 de julio de 1313. También conocido como Ralph de Baldoc. |
| 1313                                          | 1316                                          | Gilbert Segrave                                                                        | Anteriormente Precentor de San Pablo de Londres (ca.1306–1316). Elegido el 17 de agosto, recibió las temporalidades el 28 de septiembre y fue consagrado el 25 de noviembre de 1313. Murió el 18 de diciembre de 1316. |
| 1317                                          | 1318                                          | Richard Newport                                                                        | Anteriormente, deán de San Pablo de Londres (1316–1317). Elegido el 27 de enero, recibió las temporalidades el 31 de marzo y fue consagrado el 15 de mayo de 1317. Murió el 24 de agosto de 1318. |
| 1318                                          | 1338                                          | Stephen Gravesend                                                                      | Anteriormente, prebendario de San Pablo de Londres. Elegido el 1 de septiembre de 1318, recibió las temporalidades el 6 de noviembre de 1318, y consagrado el 14 de enero de 1319. Murió el 8 de abril de 1338. |
| 1338                                          | 1339                                          | Richard de Wentworth                                                                   | Anteriormente, prebendario de San Pablo de Londres y Lord del Sello Privado (1337–1338). Elegido el 4 de mayo, recibió las temporalidades el 24 de mayo y fue consagrado el 12 de julio de 1338. Fue también Lord Canciller (1338–1339). Murió el 8 de diciembre de 1339. También conocido como Richard Bintworth.                                                          |
| 1340                                          | 1354                                          | Ralph Stratford                                                                        | Anteriormente tesorero de la catedral de Salisbury (1336–1340). Elegido el 26 de enero, recibió las temporalidades el 13 de febrero y fue consagrado el 12 de marzo de 1340. Murió el 17 de abril de 1354. |
| 1354                                          | 1361                                          | Michael Northburgh                                                                     | Anteriormente, prebendario de catedral de Lichfield (1342–1354). Elegido el 22 de abril de 1354, nombrado el 7 de mayo de 1354, recibió las temporalidades el 23 de junio de 1354 y fue consagrado el 12 de julio de 1355. Murió el 9 de septiembre de 1361. |
| 1361                                          | 1375                                          | Simon Sudbury                                                                          | Anteriormente canciller de la catedral de Salisbury (c.1353–1361). Nombrado el 22 de octubre de 1361 y consagrado el 20 de marzo de 1362. Recibió las temporalidades el 15 de mayo de 1362. Trasladado a Canterbury el 4 de mayo de 1375. También conocido como Simon Theobald de Sudbury y Simon de Sudbury.                                                               |
| 1375                                          | 1381                                          | William Courtenay                                                                      | Trasladado desde Hereford. Nombrado el 12 de septiembre. Recibió las temporalidades el 2 de diciembre de 1375. Fue también Lord Canciller entre agosto y diciembre de 1381. Trasladado a Canterbury el 9 de septiembre de 1381. |
| 1381                                          | 1404                                          | Robert Braybrooke                                                                      | Anteriormente, deán de Salisbury (1379–1381). Nombrado el 9 de septiembre; recibió las temporalidades el 27 de diciembre de 1381. Consagrado el 5 de enero de 1382. Fue también Lord Canciller entre 1382 y 1383. Murió el 28 de agosto de 1404. |
| ca. octubre de 1404                           | ca. diciembre de 1404                         | (Thomas Langley)                                                                       | Lord del Sello Privado (1401–1405) y deán de York (1401–1406). Elegido obispo ca. octubre de 1404 y rechazado por el papa Inocencio VII. Posteriormente, Lord Canciller (1405–07 y 1417–24) y obispo de Durham (1406–1437). |
| 1404                                          | 1406                                          | Roger Walden                                                                           | Anteriormente, arzobispo de Canterbury (1398–1399). Nombrado el 10 de diciembre de 1404. Recibió las temporalidades el 28 de julio de 1405. Murió el 6 de enero de 1406. |
| 1406                                          | 1407                                          | Nicholas Bubwith                                                                       | Anteriormente Master of the Rolls (1402–1405) y Lord del Sello Privado (1405–1406). Nombrado el 14 de mayo y consagrado el 26 de septiembre. Recibió las temporalidades el 27 de septiembre de 1406. Fue también Lord High Treasurer entre 1407 y 1408). Trasladado a Salisbury el 22 de junio de 1407. Conocido también como Nicholas de Bubbewyth                         |
| 1407                                          | 1421                                          | Richard Clifford                                                                       | Trasladado desde Worcester. Nombrado el 22 de junio. Recibió las temporalidades el 20 de octubre de 1407. Murió el 20 de agosto de 1421. |
| elected 1421                                  | elected 1421                                  | (Thomas Polton)                                                                        | Obispo de Hereford (1420–1421). Elegido obispo de Londres en 1421. Trasladado ese mismo año a Chichester el 17 de noviembre de 1421. |
| 1421                                          | 1425                                          | John Kemp                                                                              | Trasladado desde Chichester. Nombrado el 17 de noviembre de 1421. Recibió las temporalidades el 20 de junio de 1422. Trasladado a York el 20 de julio de 1425. |
| 1425                                          | 1431                                          | William Grey                                                                           | Anteriormente, deán de York (1420–1425). Nombrado el 20 de julio de 1425, elegido el 8 de abril, recibió las temporalidades el 6 de mayo y fue consagrado el 26 de mayo de 1426. Trasladado a Lincoln el 30 de abril de 1431. |
| 1431                                          | 1436                                          | Robert FitzHugh                                                                        | Anteriormente archidiácono de Northampton (1419–1431) y canciller de la Universidad de Cambridge (1424–1426). Nombrado el 20 de abril, recibió las temporalidades el 4 de agosto, y fue consagrado el 16 de septiembre de 1431. Murió el 15 de enero de 1436. |
| 1436                                          | 1448                                          | Robert Gilbert                                                                         | Anteriormente, deán de York (1426–1436). Elegido obispo el 23 de febrero, nombrado el 21 de mayo, recibió sus temporalidades el 15 de septiembre y fue consagrado el 28 de octubre de 1436. Murió antes del 27 de julio de 1448. |
| 1448                                          | 1489                                          | Thomas Kempe                                                                           | Anteriormente Archidiácono de Middlesex y canciller de York. Nombrado el 21 de agosto de 1448, recibió las temporalidades el 6 de febrero de 1450, y consagrado el 8 de febrero de 1450. Murió el 28 de marzo de 1489. |
| 1489                                          | 1496                                          | Richard Hill                                                                           | Anteriormente, archidiácono de Lewes y deán de la Capilla del Rey. Nombrado el 21 de agosto, recibió las temporalidades el 6 de noviembre y fue consagrado el 15 de noviembre de 1489. Murió el 20 de febrero de 1496. |
| 1496                                          | 1501                                          | Thomas Savage                                                                          | Trasladado desde Rochester. Nombrado el 3 de agosto y recibió las temporalidades el 2 de diciembre de 1496. Trasladado a York antes del 12 de agosto de 1501. |
| 1501                                          | 1503                                          | William Warham                                                                         | Anteriormente, prebendario de San Pablo de Londres. Nombrado el 20 de octubre de 1501, consagrado el 25 de septiembre de 1502 y recibió las temporalidades el 1 de octubre de 1502. Fue también Lord Guardián del Gran Sello (1502–1504). Trasladado a Canterbury el 29 de noviembre de 1503.                                                                               |
| 1504                                          | 1505                                          | William Barons                                                                         | Anteriormente Master of the Rolls (1502–1504). Elegido y nombrado obispo el 2 de agosto de 1504. Recibió las temporalidades el 13 de noviembre y fue consagrado el 26 de noviembre de 1504. Murió el 10 de octubre de 1505. |
| 1506                                          | 1522                                          | Richard FitzJames                                                                      | Trasladado desde Chichester. Propuesto el 24 de marzo, nombrado el 5 de junio y recibió las temporalidades el 1 de agosto de 1506. Murió antes del 17 de enero de 1522. |
| 1522                                          | 1530                                          | Cuthbert Tunstall                                                                      | Anteriormente deán de Salisbury (1521–1522) y Master of the Rolls (1516–1522). Propuesto en enero y nombrado el 16 de mayo de 1522. Recibió las temporalidades el 7 de octubre y fue consagrado el 19 de octubre de 1522. Trasladado a Durham el 21 de febrero de 1530. |
| Durante la Reforma.                           |                                               |                                                                                        | |
| Desde                                         | Hasta                                         | Titular                                                                                | Notas |
| 1530                                          | 1539                                          | John Stokesley                                                                         | Anteriormente, archidiácono de Dorset (1523–1530). Nombrado el 28 de marzo, recibió las temporalidades el 14 de julio de, y consagrado el 27 de noviembre de 1530. Murió el 8 de septiembre de 1539. |
| 1539                                          | 1549                                          | Edmund Bonner (1.er término)                                                           | Anteriormente archidiácono de Leicester (1535–1539) y obispo de Hereford (1538–1539). Elegido obispo de Londres el 20 de octubre de 1539 y consagrado el 4 de abril de 1540. Depuesto el 1 de octubre de 1549. |
| 1550                                          | 1553                                          | Nicholas Ridley                                                                        | Trasladado desde Rochester. Propuesto el 1 de abril de 1550. Depuesto en julio de 1553 y quemado en la hoguera por hereje el 16 de octubre de 1555. |
| 1553                                          | 1559                                          | Edmund Bonner (2.º término)                                                            | Repuesto el 5 de septiembre de 1553 y depuesto otra vez el 29 de mayo de 1559 por negarse a jurar la ley de Supremacía de 1558. Murió en la prisión de Marshalsea el 6 de septiembre de 1569. |
| Después de la Reforma                         |                                               |                                                                                        | |
| Desde                                         | Hasta                                         | Titular                                                                                | Notas |
| 1559                                          | 1570                                          | Edmund Grindal                                                                         | Propuesto el 22 de junio y consagrado el 21 de diciembre de 1559. Simultaneó su cargo con el de director de Pembroke College (1559–1561). Trasladado a York el 22 de mayo de 1570. |
| 1570                                          | 1577                                          | Edwin Sandys                                                                           | Trasladado desde Worcester. Propuesto el 1 de junio y confirmado el 13 de julio de 1570. Trasladado a York el 8 de marzo de 1577. |
| 1577                                          | 1594                                          | John Aylmer                                                                            | Anteriormente archidiácono de Lincoln (1562–1577). Propuesto el 23 de febrero y consagrado el 24 de marzo de 1577. Murió el 5 de junio de 1594. |
| 1594                                          | 1596                                          | Richard Fletcher                                                                       | Trasladado desde Worcester. Propuesto el 26 de diciembre de 1594 y confirmado el 10 de enero de 1595. Murió el 15 de junio de 1596. |
| 1597                                          | 1604                                          | Richard Bancroft                                                                       | Anteriormente a canon of Westminster (1592–1597) and Canterbury (1595–1597). Elegido el 21 de abril y consagrado el 8 de mayo de 1597. Trasladado a Canterbury el 10 de diciembre de 1604. |
| 1604                                          | 1607                                          | Richard Vaughan                                                                        | Trasladado desde Chester. Propuesto el 8 de diciembre y confirmado el 20 de diciembre de 1604. Murió el 30 de marzo de 1607. |
| 1607                                          | 1609                                          | Thomas Ravis                                                                           | Trasladado desde Gloucester. Propuesto antes del 14 de abril y confirmado el 18 de mayo de 1607. Murió el 14 de diciembre de 1609. |
| 1610                                          | 1611                                          | George Abad                                                                            | Trasladado desde Lichfield & Coventry. Propuesto el 24 de diciembre de 1609 y confirmado el 20 de enero de 1610. Trasladado a Canterbury el 9 de abril de 1611. |
| 1611                                          | 1621                                          | John King                                                                              | Anteriormente deán de Christ Church (1605–1611). Propuesto el 30 de abril y consagrado el 8 de septiembre de 1611. Murió el 30 de marzo de 1621. |
| 1621                                          | 1628                                          | George Montaigne                                                                       | Trasladado desde Lincoln. Propuesto el 26 de junio y confirmado el 20 de julio de 1621. Trasladado a Durham después del 19 de febrero de 1628. |
| 1628                                          | 1633                                          | William Laud                                                                           | Trasladado desde Bath & Wells. Propuesto el 4 julio de y confirmado el 15 de julio de 1628. Fue también canciller de la Universidad de Oxford entre 1630 y 1641. Trasladado a Canterbury el 19 de septiembre de 1633. |
| 1633                                          | 1646                                          | William Juxon                                                                          | Anteriormente obispo de Hereford. Nombrado obispo de Londres el 23 de octubre y consagrado el 27 de octubre de 1633. Fue también Primer Lord del Tesoro (1636–1641). Depuesto cuando el episcopado inglés fue abolido por el Parlamento el 9 de octubre de 1646. Tras la restauración de Carlos II, Juxon fue nombrado arzobispo de Canterbury el 20 de septiembre de 1660. |
| 1646                                          | 1660                                          | La sede episcopal fue abolida durante la Mancomunidad de Inglaterra y el Protectorado. | La sede episcopal fue abolida durante la Mancomunidad de Inglaterra y el Protectorado. |
| 1660                                          | 1663                                          | Gilbert Sheldon                                                                        | Anteriormente, canónigo de Gloucester (1633–1658). Propuesto el 21 de septiembre y consagrado el 28 de octubre de 1660. Trasladado a Canterbury el 31 de agosto de 1663. |
| 1663                                          | 1675                                          | Humphrey Henchman                                                                      | Trasladado desde Salisbury. Propuesto el 16 de junio y confirmado el 15 de septiembre de 1663. Fue Lord Limosnero entre 1662 y 1675. Murió el 7 de octubre de 1675. |
| 1675                                          | 1713                                          | Henry Compton                                                                          | Trasladado desde Oxford. Propuesto el 6 de diciembre de 1675 y confirmado el 6 de febrero de 1676. Murió el 7 de julio de 1713. |
| 1713                                          | 1723                                          | John Robinson                                                                          | Trasladado desde Bristol. Propuesto el 8 de agosto de 1713 y confirmado el 13 de marzo de 1714. Murió el 11 de abril de 1723. |
| 1723                                          | 1748                                          | Edmund Gibson                                                                          | Trasladado desde Lincoln. Propuesto el 10 de abril y confirmado el 4 de mayo de 1723. Murió el 4 de septiembre de 1748. |
| 1748                                          | 1761                                          | Thomas Sherlock                                                                        | Trasladado desde Salisbury. Propuesto el 12 de octubre y confirmado el 1 de diciembre de 1748. Murió el 18 de julio de 1761. |
| 1761                                          | 1762                                          | Thomas Hayter                                                                          | Trasladado desde Norwich. Propuesto el 19 de septiembre y confirmado el 24 de octubre de 1761. Murió el 9 de enero de 1762. |
| 1762                                          | 1764                                          | Richard Osbaldeston                                                                    | Trasladado desde Carlisle. Propuesto el 30 de enero y confirmado el 18 de febrero de 1762. Murió el 13 de mayo de 1764. |
| 1764                                          | 1777                                          | Richard Terrick                                                                        | Trasladado desde Peterborough. Propuesto el 22 de mayo y confirmado el 6 de junio de 1764. Murió el 29 de marzo de 1777. |
| 1777                                          | 1787                                          | Robert Lowth                                                                           | Trasladado desde Oxford. Propuesto el 12 de abril de 1777 y confirmado el 1 de mayo de 1778. Murió el 3 de noviembre de 1787. |
| 1787                                          | 1809                                          | Beilby Porteus                                                                         | Trasladado desde Chester. Propuesto el 14 de noviembre y confirmado el 7 de diciembre de 1787. Murió el 14 de mayo de 1809. |
| 1809                                          | 1813                                          | John Randolph                                                                          | Trasladado desde Bangor. Propuesto el 25 mayo y confirmado el 9 de agosto de 1809. Murió el 28 de julio de 1813. |
| 1813                                          | 1828                                          | William Howley                                                                         | Propuesto el 12 de agosto y confirmado el 1 de octubre de 1813. Trasladado a Canterbury el 15 de agosto de 1828. |
| 1828                                          | 1856                                          | Charles Blomfield                                                                      | Trasladado desde Chester. Propuesto el 15 de agosto y confirmado el 23 de agosto de 1828. Renunció por enfermedad el 30 de septiembre de 1856 y murió el 5 de agosto de 1857. |
| 1856                                          | 1868                                          | Archibald Tait                                                                         | Anteriormente, deán de Carlisle (1849–1856). Elegido obispo el 28 de octubre y consagrado el 23 de noviembre de 1856. Trasladado a Canterbury el 30 de diciembre de 1868. |
| 1869                                          | 1885                                          | John Jackson                                                                           | Trasladado desde Lincoln. Propuesto el 11 de enero y confirmado el 29 de enero de 1869. Murió el 6 de enero de 1885. |
| 1885                                          | 1896                                          | Frederick Temple                                                                       | Trasladado desde Exeter. Propuesto el 26 de febrero y confirmado el 24 de marzo de 1885. Trasladado a Canterbury el 22 de diciembre de 1896. |
| 1897                                          | 1901                                          | Mandell Creighton                                                                      | Trasladado desde Peterborough. Propuesto el 31 de diciembre de 1896 y confirmado el 15 de enero de 1897. Murió el 14 de enero de 1901. |
| 1901                                          | 1939                                          | Arthur Winnington-Ingram                                                               | Trasladado desde Stepney. Propuesto el 16 de marzo y confirmado el 17 de abril de 1901. Renunció el 1 de septiembre de 1939 y murió el 26 de mayo de 1946. |
| 1939                                          | 1945                                          | Geoffrey Fisher                                                                        | Trasladado desde Chester. Propuesto el 14 de septiembre y confirmado el 17 de octubre de 1939. Trasladado a Canterbury el 2 de febrero de 1945. |
| 1945                                          | 1955                                          | William Wand                                                                           | Trasladado desde Bath y Wells. Propuesto el 10 de julio de y confirmado el 22 de agosto de 1945. Resigned en noviembre de 1955 y murió el 16 de agosto de 1977. |
| 1956                                          | 1961                                          | Henry Campbell                                                                         | Trasladado desde Guildford. Propuesto el 10 de enero y confirmado el 25 de enero de 1956. Renunció el 31 de julio de 1961 y murió el 26 de diciembre de 1970. |
| 1961                                          | 1973                                          | Robert Stopford                                                                        | Trasladado desde Peterborough. Propuesto el 4 de agosto y confirmado el 25 de septiembre de 1961. Renunció el 11 de junio de 1973 y murió el 13 de agosto de 1976. |
| 1973                                          | 1981                                          | Gerald Ellison                                                                         | Trasladado desde Chester. Propuesto el 18 de junio y confirmado el 16 de julio de 1973. Renunció el 30 de abril de 1981 y murió el 18 de octubre de 1992. |
| 1981                                          | 1991                                          | Graham Leonard                                                                         | Trasladado desde Truro. Propuesto el 28 de mayo y confirmado el 21 de julio de 1981. Después de su resignación en 1991, se convierte en Sacerdote Católico en 1994. Murió el 6 de enero de 2010. |
| 1991                                          | 1995                                          | David Hope                                                                             | Trasladado desde Wakefield. Propuesto y confirmado en 1991. Trasladado a York en 1995. |
| 1995                                          | 2018                                          | Richard Chartres                                                                       | Trasladado desde Stepney. Elegido en octubre y confirmado en noviembre de 1995. |
| 2018                                          | presente                                      | Sarah Mullally                                                                         | Primera mujer ordenada obispo de Londres. Sucesora de Richard Chartres desde 2018. |
| Fuentes:                                      |                                               |                                                                                        | |